# واحة السلام (حي)
واحة السلام أو نيفيه شالوم هو حي تاريخي في تل أبيب بإسرائيل، تأسس في عام 1890 خارج جدران يافا. واحدة من أوائل المؤسسات العامة ، التي بنيت في عام 1895 ، كانت شاعاري توراة، وبيت مدراش الحاخام إبراهيم إسحاق كوك، والذي تضمن كنيس ومدرسة ابتدائية ومدارس ثانوية وورش عمل حرفية، حيث تعلم الطلاب النجارة والأشغال المعدنية بالإضافة إلى الدراسات الدينية. في عام 1905 أسس صهر الحاخام كوك ، رافائيل رابينوفيتش-تئوميم، مدرسة للبنات أصبحت مركزًا مهمًا للثقافة العبرية وتعلم اللغة.